# ان‌جی‌سی ۳۶۷

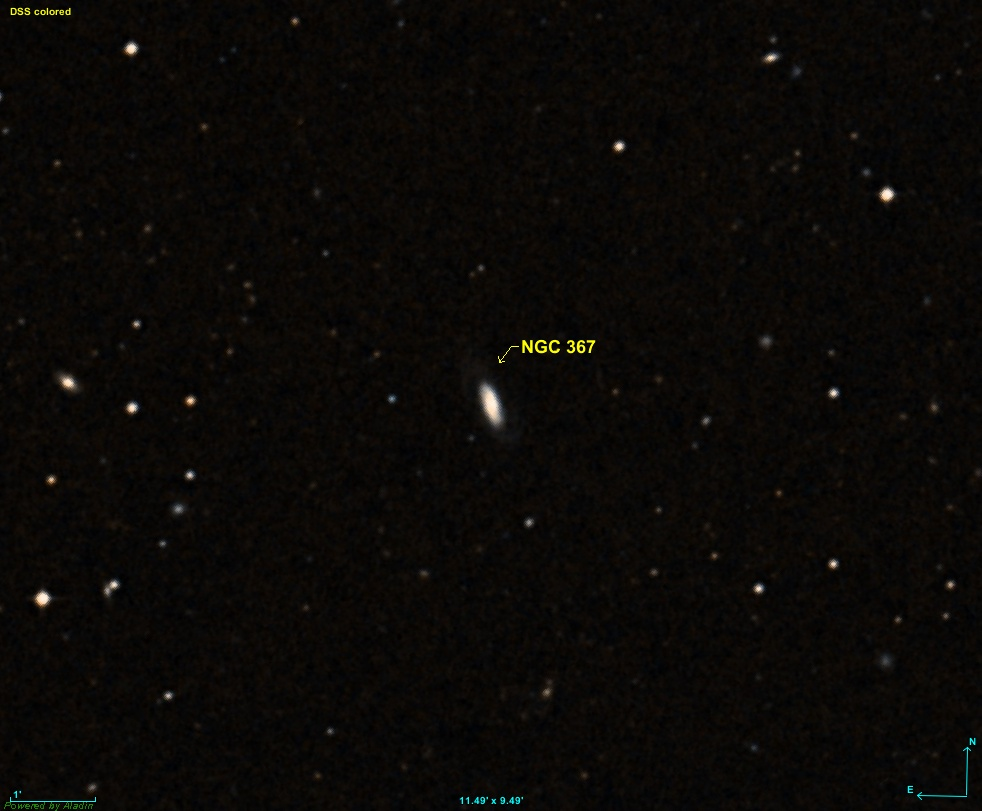
ان‌جی‌سی ۳۶۷

ان‌جی‌سی ۳۶۷ (انگلیسی: NGC 367) نام یک کهکشان مارپیچی در صورت فلکی نهنگ است.